# Kanton Montier-en-Der
Kanton Montier-en-Der (fr. Canton de Montier-en-Der) byl francouzský kanton v departementu Haute-Marne v regionu Champagne-Ardenne. Tvořilo ho 11 obcí. Zrušen byl po reformě kantonů 2014.

## Obce kantonu
- Ceffonds
- Droyes
- Frampas
- Longeville-sur-la-Laines
- Louze
- Montier-en-Der
- Planrupt
- Puellemontier
- Robert-Magny-Laneuville-à-Rémy
- Sommevoire
- Thilleux